# Superior, Wyoming
Superior är en småstad (town) i Sweetwater County i södra Wyoming i USA. Staden hade 336 invånare vid 2010 års folkräkning.

## Geografi
Staden ligger vid Horse Thief Creek i Horse Thief Canyon, omkring 10 kilometer norr om avfarten från motorvägen Interstate 80. Närmaste större stad är Rock Springs, 37 kilometer åt sydväst.

## Historia
Superior uppstod som en bosättning för kolgruvarbetare i Horse Thief Canyon i början av 1900-talet. I takt med att kolbrytningen i andra gruvor i området sjönk behövde Union Pacific nya kolfyndigheter för järnvägen, och här uppstod flera gruvor uppförda av UP:s dotterbolag Superior Coal Company. Bosättningen Superior uppfördes som en bolagsstad för gruvarbetarna, ägd av företaget, medan grannorten South Superior bildades av självägande stadsbor. South Superior kallades även White City eftersom den ursprungligen till största delen var uppförd av vita tält. Andra mindre bosättningar i närheten var Copenhagen, döpt efter ett tuggtobaksmärke, och Dog Town. 
Under 1920-talet hade området tillsammans omkring 3 000 invånare, med en stor immigrantbefolkning bland gruvarbetarna, främst från Sydeuropa. Den stora depressionen ledde dock till att järnvägstrafiken och efterfrågan på kol avtog, samtidigt som gruvornas produktion och lönsamhet sjönk, och alla de ursprungliga gruvorna stängdes, så att gruvarbetarbefolkningen drastiskt sjönk, medan andra näringsgrenar inte påverkades lika extremt. Efter en kortare moderniseringsperiod i mitten av 1900-talet och en ökad efterfrågan på kol i samband med andra världskriget sjönk befolkningen drastiskt under 1950-talet, och idag kallar sig staden en "levande spökstad", med några hundra invånare.